# 安盛金融
安盛金融有限公司，簡稱安盛金融（英語：AXA China Region Insurance Company Limited，港交所除牌時0130.HK），在1986年由澳大利亞財團國衛保險控股有限公司（由於在1995年被法國安盛進行收購股份，也就是現時安盛亞太控股有限公司）分拆在香港成立，該公司前身為「國衛保險亞洲有限公司」、「國衛中國有限公司」，以及「安盛中國有限公司」。
主要在香港和澳門經營提供全面的保險、投資及退休規劃理財方案。現時首席執行官為Etienne Bouas-Laurent。而總部位於香港灣仔告士打道151號資本中心20字樓、澳門殷皇子大馬路43-53A號澳門廣場20字樓（安盛保險（百慕達）有限公司總部），以及香港鰂魚涌華蘭路18號港島東中心66樓（安盛亞洲區總部）。
而股份在1992年12月18日曾於香港交易所主板上市，直至由於母公司需要精簡上市成本，於是在1999年12月17日，在私有化成功後退出香港股市。
另外，中國光大控股有限公司，曾持有該公司股份，後來已出售的。
2025年5月，安盛保險（百慕達）有限公司宣布由百慕達遷冊到香港。

## 相關
- 安盛

## 連結
- AXA.com.hk （页面存档备份，存于）